# 실버 앤 블랙
실버 앤 블랙은 미국에서 제작이 무산된 영화로, 마블 코믹스의 실버 세이블과 블랙 캣을 다룰 예정이었다. 마블 엔터테인먼트의 협찬 하에 컬럼비아 픽쳐스가 제작하고, 소니 픽쳐스가 배급을 맡을 예정이었다. 실버 앤 블랙은 소니 마블 유니버스의 첫 영화가 될 예정이었지만, 연출을 우려하여 제작에 여러 번 지연이 있었고, 결국 제작이 취소되어 새로운 프로젝트로 대체되었다. 지나 프린스바이더우드가 감독을 맡고, 리사 조이와 크리스 요스트가 대본을 맡았으며, 린지 비어와 제니바 로버트슨드워렛이 각본을 맡았다.
블랙 캣은 스파이더맨 4에 처음 출연할 예정이었으나 무산되었고, 이후 어메이징 스파이더맨 2에서 "하디"라는 이름으로 등장했다. 스파이더맨 영화의 스핀오프 작품으로써 여성 히어로 영화에 대한 개발은 2014년 10월 처음 시작되었다. 2017년 3월 영화에서 요스트의 대본을 기반으로 블랙 캣과 실버 세이블을 다루기로 결정되었고, 스파이더맨: 홈커밍과 세계관을 공유하는 것을 생각하고 있었다. 5월에 프린스바이더우드가 참여했고, 영화는 조지아주 애틀랜타에서 촬영에 들어갈 예정이었다. 그러나 프린스바이더우드는 영화의 대본에 만족하지 못했고, 제작을 무기한 연기했다. 한편, 프린스바이더우드와 소니는 프로젝트를 재추진했다. 그러나 2018년 8월 소니는 영화를 취소하고 블랙 캣과 실버 세이블 각각의 영화를 제작하기로 했다. 프린스바이더우드는 여전히 두 프로젝트의 제작자이다.

## 개발
2009년 12월 마블 코믹스는 펠리시아 하디를 스파이더맨 4에 등장시킬 예정이었다. 앤 해서웨이, 줄리아 스타일스, 레이첼 맥아담스, 로멀러 개리 등이 블랙 캣을 연기할 배우로 검토 중이었다. 감독 샘 레이미는 원작 만화와 다른 방식으로 펠리시아를 묘사하려고 했다. 펠리시아는 벌처리스라는 이름의 악당으로 등장하며 존 말코비치가 연기하는 벌처와 팀을 이룰 예정이었는데, 원작 만화에서 펠리시아 하디는 주거침입을 하는 도둑, 블랙 캣으로 그려진다. 2010년 1월 레이미가 스파이더맨 3 이후의 속편을 더 이상 제작하지 않기로 결정하면서 소니는 스파이더맨 프랜차이즈를 리부트하기로 결정했다. 2013년 1월 펠리시티 존스가 소니의 리부트 시리즈의 두 번째 작품인 어메이징 스파이더맨 2에 하디로 등장했다. 하지만 펠리시티는 영화에서 블랙 캣의 모습으로 등장하지는 않았다.
2013년 소니는 어메이징 스파이더맨 2를 확장된 세계관을 설립하는데 사용하겠다는 계획을 밝혔다. 아비 아라드, 맷 톨매치, 제프 핑크너, 로베르토 오르시, 알렉스 커츠만, 에드 솔로몬, 드루 고더드, 그리고 영화 어메이징 스파이더맨 시리즈의 감독 마크 웹이 세계관 제작에 참여할 예정이었다. 그러나 어메이징 스파이더맨 2의 실적이 저조하고, 소니가 가장 중요한 프랜차이즈에서 약세를 보이면서 엄청난 압박에 시달리자 공유된 세계관을 만든다는 계획은 재검토되었다. 확장된 세계관에 있는 여성 히어로 스핀오프 작품에 대한 개발은 이미 시작되었고, 리사 조이가 각본을 맡았으며 2017년 개봉될 것이라는 관측이 나왔다. 이 영화에서는 펠리시아 하디뿐만 아니라 실버 세이블, 스터너, 파이어스타, 스파이더우먼 등이 다뤄질 예정이었다. 2014년 10월 "유리 천장" (Glass Ceiling)이라는 가제가 나왔고, 영화는 스파이더맨 만화에 등장하는 여성 캐릭터들의 협업을 다룰 예정이었다. 2015년 1월, 펠리시티 존스는 하디의 역할을 맡는 것과 블랙 캣을 연구하는 것에 대해 관심을 표명했지만, 펠리시티가 실제로 그 영화에 참여할 지에 대해서는 정해진 것이 없었다. 2015년 2월, 소니와 마블이 스파이더맨을 마블 시네마틱 유니버스에 합류시키는 것에 합의하였다. 소니는 여전히 여성 슈퍼히어로 영화를 제작하는 계획이 있었지만, 마블이 여기에 참여하지 않는다는 방침을 세웠다. 그러나 이 제작 역시 2015년 11월 무산된 것으로 알려졌다.
It’s so up my alley in terms of these two female characters and who they are and what they’re about. It’s the perfect way for me to dive into the Marvel universe, to focus on these two women who I really respect and can’t wait to bring to life.
소니가 베놈을 다루는 스핀오프 영화를 부활시킨다는 소식이 2017년 3월 들려왔고, 소니는 여성 히어로 스핀오프 영화도 빠르게 진행할 수 있다고 믿었다. 크리스 요스트가 리사 조이의 각본을 다시 작업했고, 톨마치와 에이미 파스칼이 실버 세이블과 블랙 캣을 다루는 영화의 제작을 맡았다. 이 영화는 스파이더맨: 홈커밍과 무관한 작품으로 진행될 예정이었다. 2017년 5월, 소니는 새로운 세계관인 소니 마블 유니버스를 선포했고, 2018년 10월 베놈이 그 첫 영화가 되었다. 실버 세이블과 블랙 캣의 영화는 "실버 앤 블랙"이라는 제목이 붙었고, 지나 프린스바이더우드가 제작을 맡기로 계약했다. 에밀리 카마이클이 주연배우를 선정하는 역할을 맡았다. 대규모 예산을 투입한 영화의 팬으로써, 프린스바이더우드는 영화를 맡는 것을 계획하고 있었으나, 당시에 이미 다른 프로젝트에 집중하고 있었다. 소니가 프린스바이더우드에게 영화 대본을 보여줬을 때, 그녀는 "내가 대본을 읽고 있는 중 머릿속에 영화가 그려졌고, 당신이 그것에 대해 무엇을 하고 싶은 지를 알 때 감독으로써 그건 매우 신나는 일이다. 나는 구체적으로 작업할 준비가 되어 있었고 내가 이야기하는 모든 것들을 그들이 좋아해줘서 그 만남은 재미있었다"라고 밝혔다. 촬영은 2017년 말 시작될 것이라는 예상이 있었다.

## 제작 이전

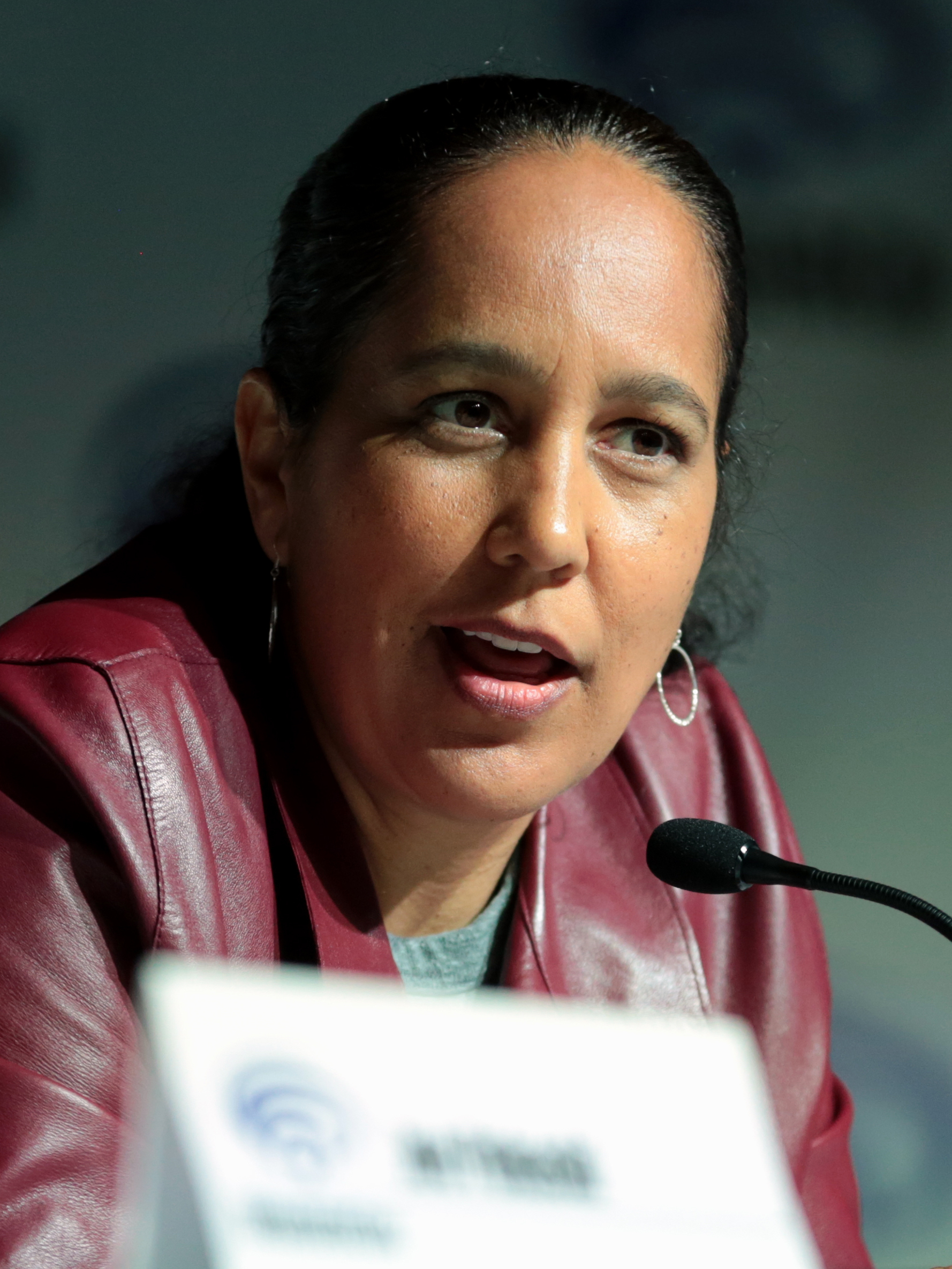
지나 프린스바이더우드는 제작이 취소되기 전까지 영화의 제작에 참여하고 대본에 기여했다.

2017년 6월, 파스칼은 소니가 마블에 기초한 새로운 영화가 스파이더맨: 홈커밍과 같은 세계관을 공유할 것이라는 목표가 있다고 밝혔다. 파스칼은 "실버 앤 블랙"이 베놈과 연관성이 있으며 톰 홀랜드의 스파이더맨이 두 영화에 모두 출연할 가능성이 있다고 밝혔다. 이 무렵, 프린스바이더우드는 그녀 스스로 새로운 대본을 작성 중이었고, 영화의 시각효과와 음악에 대한 계획을 짜기 시작했으며, 곧 캐스팅 작업을 시작하고자 했다. 패티 젠킨스의 원더우먼이 프린스바이더우드에게 큰 영향을 미쳤다. 프린스바이더우드는 젠킨스와 여러 차례 만나 원더우먼에 대해 이야기를 나누었고 대규모 예산이 투입된 여성 히어로 영화를 감독하는 것에 대한 조언을 받았다.
2017년 7월, 컬럼비아 픽쳐스의 수장 샌퍼드 패니치는 소니가 "전총적인 만화책 영화"를 제작하는 것에 관심이 없으며 각각의 영화에 소니 마블 유니버스의 독특한 스타일을 부여할 것이라고 설명했다. 실버 앤 블랙은 델마와 루이스나 미드나잇 런와 비교했을 때 어두운 버디 영화로 여겨졌다. 프린스바이더우드는 "서로 전쟁을 벌이지만 살아남기 위해 서로가 필요한 두 상처입은 여자의 이야기"를 보여주고 싶었으며, 만화에서 블랙 캣과 실버 세이블 모두 부모의 죽음으로 좌절했다는 것을 언급했다. 2019년 2월 8일이 영화의 공식적인 개봉일로 정해졌으며, 카멜레온, 툼스톤, 타란툴라 등이 악당으로 거론되었다. 2017년 12월 블랙 팬서의 코스튬 디자인을 맡은 루스 E. 카터가 합류했다. 2018년 1월, 크리스티 제아가 제작 디자이너로 참여했다.
2018년 3월 5일 촬영이 시작되어 6월까지 이어질 예정이었고, 주요 촬영지는 "국경 삼각지대"라는 제목 하에 조지아주 애틀랜타였다. 추가적인 촬영은 브라질, 아르헨티나, 파라과이의 국경인 국경 삼각지대를 묘사하기 위해 멕시코에서 이뤄질 것으로 여겨졌다. 린지 비어와 제네바 로버트슨도레트는 2018년 2월 중순 새로운 대본의 초안을 작성했고, 원고를 다듬기 위해 프린스바이더우드에게 초안을 보냈다.

## 지연 및 취소
촬영 계획은 프린스바이더우드가 대본에 만족하지 못하면서 2월 말 무기한 연기되었다. 추가적인 제작 사전 작업 역시 각본이 다시 완료될 때까지 연기되었지만, 카터는 "저는 제가 일을 다시하라는 지시가 있을 때까지 기다릴 수 있습니다. 저는 새로운 이 장르를 사랑해요"라고 말했다.
프린스바이더우드는 5월에 자신은 "장르 내에서 무언가 다른 것을 정말 보여주고 싶었다. 나는 캐릭터의 수준을 올려 세상에 그들을 보여주고 싶었다" 라고 말했다. 프린스바이더우드는 만화에서 두 명 다 백인이지만, 영화에서는 두 명 중 한 명을 흑인 배우로 캐스팅하려고 했다고 덧붙이면서 해당 장르에서 훌륭한 흑인 여성을 원했다고 덧붙였다. 5월 말, 프린스바이더우드는 여전히 대본을 제작 중이었고, 그녀는 스스로 "대본에서 모든 것이 시작된다. 당신은 훌륭한 대본을 얻을 것이고, 우리가 집중하기 전 그것이 옳다고 확신하게 하고 싶었다"라고 설명했다. 이후 6월 초 소니는 2019년 2월 개봉 예정 영화에서 실버 앤 블랙을 삭제했고, 새로운 대본과 연기된 제작을 시작하기 위해 새로운 영화 개봉일을 알아보기 시작했다.
마블의 클록 & 대거의 파일럿 프로그램 역할을 맡게 되면서 프린스바이더우드는 마블의 세계에 들어온 것이 매우 신나며 마블 텔레비전과 멋지고 혁신적인 활동을 하면서 나중에 영화에 적용할 수 있는 것들을 배웠다고 말했다. 예산이 증가하자 프린스바이더우드는 "더 많은 돈을 사용한다면, 좋은 이야기를 만들자"고 말하며, 이것이 그녀가 대본에 만족할 때까지 촬영을 미룬 이유라고 밝혔다. 프린스바이더우드는 대본이 준비가 되지 않은채 실버 앤 블랙의 촬영이 시작된다면 다른 프로젝트를 제작할 가능성이 있다고 덧붙였다. 한 달 후, 프린스바이더우드는 만화책 "더 올드 가드"의 영화화 작업에 참여하기로 합의했고, 2018년 말 촬영을 시작하기로 계획했다.
2018년 8월 소니는 실버 앤 블랙을 공식적으로 취소했고, 실버 세이블과 블랙 캣을 각각 다룬 단독 영화 2개로 프로젝트를 재조정할 의도였다고 밝혔다. 당시에 이 결정은 공식적인 것이 아니었지만, 프린스바이더우드는 새로운 영화 2개 중 어떤 것에도 감독으로 참여하지 않을 것이라 예상되었다. 2018년 9월, 톨마치는 실버 앤 블랙의 과정에 대해 질문을 받았고, 소니의 이런 결정을 알지 못했던 그는 "그들은 여전히 대본을 작업 중이다"라고 밝혔다.

## 미래
실버 앤 블랙에서 별도로 계획된 솔로 영화 중 첫 영화는 블랙 캣의 이야기를 다룰 것으로 보이며, 이후 다른 영화에서 실버 세이블을 다룰 예정이다. 프린스바이더우드가 새로운 프로젝트의 감독으로 복귀하지 않을 경우, 그녀는 프로듀서로 남아있을 예정이다. 소니는 프린스바이더우드를 다른 여성 감독으로 대체하겠다는 입장을 유지 중이다.